# Narcís Abrés
Narcís Abrés i Creixell (Cassà de la Selva, 2 de febrer de 1794 - Tarragona, 1827), també conegut per "Pixola" i "Carnisser" fou un guerriller i lladre de la dècada del 1820. Exercia l'ofici de carnisser a Cassà de la Selva. El 1822 participà de la revolta reialista en contra de la política liberal i la Constitució de Cadis. Quan el 1823 es va restaurar el poder absolut a Ferran VII d'Espanya fou nomenat capità. Més endavant, tot i el retorn a l'absolutisme de Ferran VII durant la dècada ominosa, es va revoltar altre cop contra el liberalisme en l'episodi conegut com la Guerra dels Malcontents el 1827, aquesta vegada contra el mateix rei en considerar que s'havia estovat. Arribà a ser un dels caps al corregiment de Girona, i el setembre inicià el setge de la ciutat durant un mes. El 22 de setembre va afirmar públicament que l'alt clergat i el Consell d'Estat estaven implicats en la rebel·lió. Fou pres i el 22 de novembre de 1827 afusellat a Tarragona.